# Nuno Frechaut
Nuno Miguel Frechaut Barreto, né le 24 septembre 1977 à Lisbonne (Portugal), est un footballeur international portugais, qui évolue au poste de milieu de terrain et de défenseur.

## Biographie
Frechaut joue principalement en faveur du Vitória Setubal, du Boavista Football Club et du Sporting Braga.
Il est sacré champion du Portugal en 2001 avec le club de Boavista.
En 2009, à la fin du mercato, il décide de rejoindre le FC Metz. Il joue assez régulièrement mais il est gêné par des blessures. 
En août 2011, Nuno Frechaut fait part aux dirigeants messins son désir de retourner dans son pays d'origine, pour retrouver sa famille et continuer sa carrière là-bas. Il résilie donc son contrat avant de s'engager avec Naval, descendu en deuxième division portugaise.
International portugais (17 sélections), il participe à la Coupe du monde 2002 avec le Portugal.

## Palmarès
- 17 sélections et 0 but en équipe du Portugal entre 2001 et 2005
- Champion du Portugal en 2001 avec Boavista

## Statistiques
À l'issue de la saison 2009-2010
- 10 matchs et 0 but en Ligue des Champions
- 23 matchs et 0 but en Coupe de l'UEFA / Ligue Europa
- 2 matchs et 0 but en Coupe Intertoto
- 235 matchs et 12 buts en 1re division portugaise
- 15 matchs et 1 but en 1re division russe
- 23 matchs et 0 but en Ligue 2